# 特克斯县
43°12′49″N 81°50′14″E / 43.2137°N 81.8371°E
特克斯县（維吾爾語：تېكەس ناھىيىسى‎）是中国新疆维吾尔自治区伊犁哈萨克自治州所辖的一个县。位于伊犁河上游的特克斯河谷地东段。人口約15万人，县人民政府駐特克斯镇。

## 行政区划
特克斯县下辖5个镇、1个乡、2个民族乡：
特克斯镇、乔拉克铁热克镇、喀拉达拉镇、齐勒乌泽克镇、喀拉托海镇、呼吉尔特蒙古族乡、阔克苏乡、阔克铁热克柯尔克孜族乡、特克斯军马场和科克苏林场。

## 人口民族
2020年末，根据第七次人口普查数据显示：全县常住人口为148945人。

## 八卦城
1938年2月，原县府所在地科布前面临河、后面靠山，地域狭窄，难有大发展。当时任伊犁屯垦使兼警备司令的邱宗浚到特克斯亲自勘查，按照易经八卦的形制建造八卦城，以放射状的4环、64条街路路相通。1939年夏，在时任县长班吉春的指挥下，聘请前苏联水利技术人员帮助测量和打桩放线，用二十张牛犁沿着八卦图的八条射线犁出八卦城街道的雏形。当年10月22日，八卦城建成，县政府正式迁入办公。2004年，特克斯县城被新疆维吾尔自治区政府列为自治区级历史文化名城（第一批），2007年被国务院列为国家历史文化名城。特克斯县相规定在四环以内不准建5层以上建筑，以保证在观光塔上一览县城全貌。2009年7月又新建了八卦公园并设“大易碑廊”，将易经的三种版本刻于廊上，以弘扬《周易》文化。
八卦城在今日的行政上屬於特克斯鎮，八條主要街道的名稱按周文王的後天八卦順序，從北起順時針的順序分別如下：
- 阿扎提街（坎街）[13]
- 闊克阿尕什街（艮街）[14][15]
- 霍斯庫勒街（震街）[13]
- 阿熱勒街（巽街）[15]
- 博斯坦街（離街，亦作波斯坦街）
- 闊布街（坤街，亦作闊步街）
- 阿克奇街（兌街）
- 古勒巴格街（街）[14]

### 軼事
特克斯县“八卦城”的布局是盛世才岳父邱宗浚依照《周易》、邀请外国设计师所设计。有传言称八卦城为道教全真七子之一的長春真人丘處機設計的。丘真人應成吉思汗的邀請前往西域，西遊天山三年，被途中的集山之剛氣、川之柔順、水之盛脈為一體的特克斯河谷所感動，便以此作為八卦城 的風水核心，確定了坎北、離南、震東、兌西四個方位。從此，是為「特克斯八卦城」最原始的雛形。但依《長春真人西游記》記載，丘真人根本沒到特克斯河，丘处机建八卦城更无从谈及。其實是因邱宗浚為官甚為貪腐，人稱是「新疆第一貪」，當地鄉民對他不滿，不願意冠以「特克斯八卦城之父」的美譽，就改稱同姓源的丘處機才是特克斯當初的規劃者。